# Douzenan
Der Douzenan ist ein Fluss in Frankreich, der im Département Allier in der Region Auvergne-Rhône-Alpes verläuft.

## Verlauf
Er entspringt im Gemeindegebiet von Cressanges, entwässert generell in südöstlicher Richtung und mündet nach rund 22 Kilometern an der Gemeindegrenze von Saint-Pourçain-sur-Sioule und Contigny als linker Nebenfluss in die Sioule.

## Orte am Fluss
(Reihenfolge in Fließrichtung)
- Cressanges
- Treban
- Les Aix, Gemeinde Meillard
- Verneuil-en-Bourbonnais
- La Racherie, Gemeinde Contigny

## Sehenswürdigkeiten
- Château des Aix, Schloss am Fluss im Gemeindegebiet von Meillard, mit Teilen aus dem 14. Jahrhundert – Monument historique[4]